# Wald-Schachtelhalm
Der Wald-Schachtelhalm (Equisetum sylvaticum) ist eine Pflanzenart aus der Gattung der Schachtelhalme (Equisetum) innerhalb der Familie der Schachtelhalmgewächse (Equisetaceae). Er ist auf der Nordhalbkugel im warmgemäßigten bis kühlen Eurasien und Nordamerika weitverbreitet.

## Beschreibung

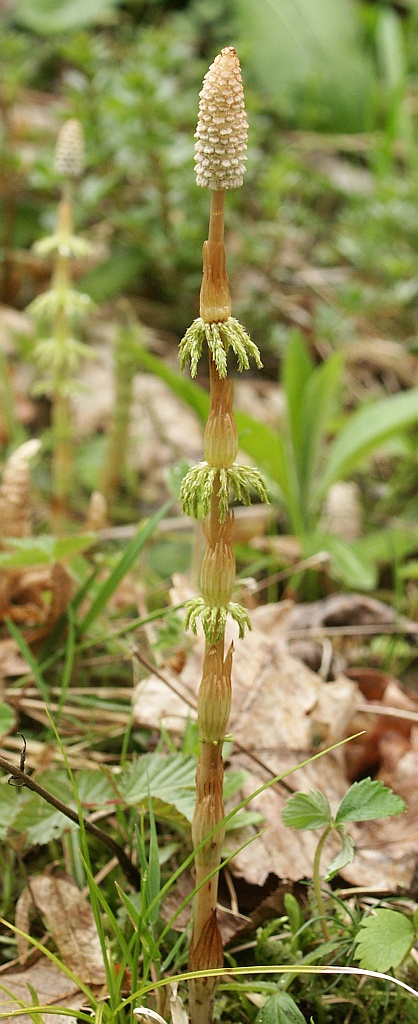
Sporenähre auf anfänglich bleichem und unverzweigtem Spross. Der Spross beginnt zu ergrünen.

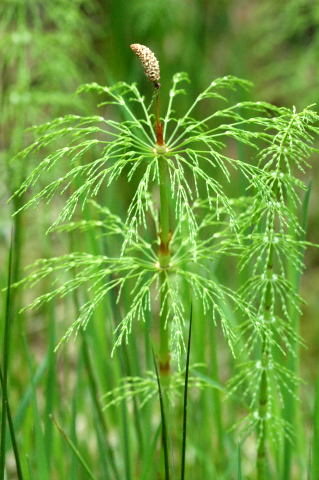
Fertiler Spross beim Abblühen

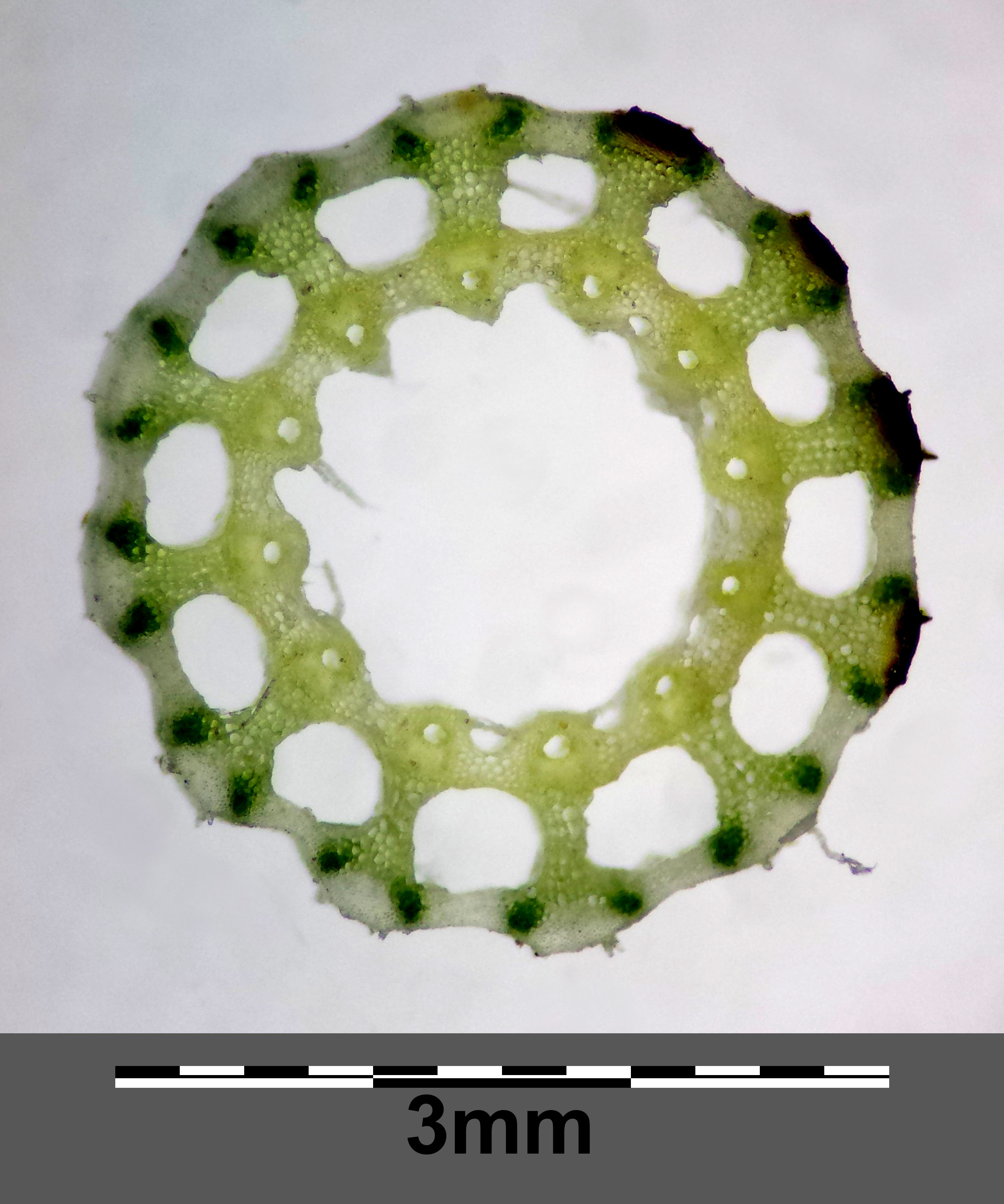
Stängelquerschnitt mit Zentralhöhle

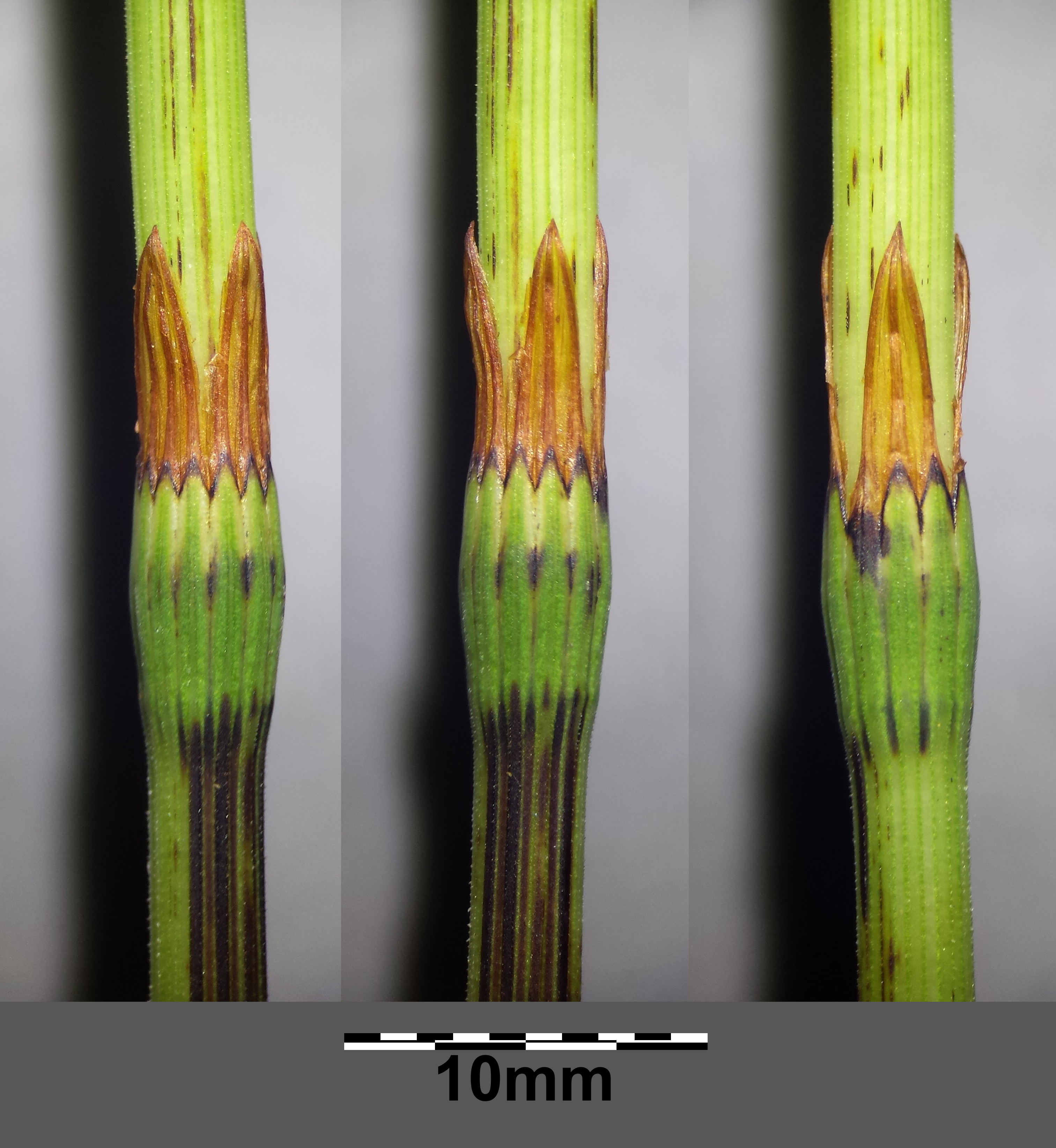
Stängel mit Scheide: die Zähne sind zu zweit bis siebent zu Lappen verwachsen.

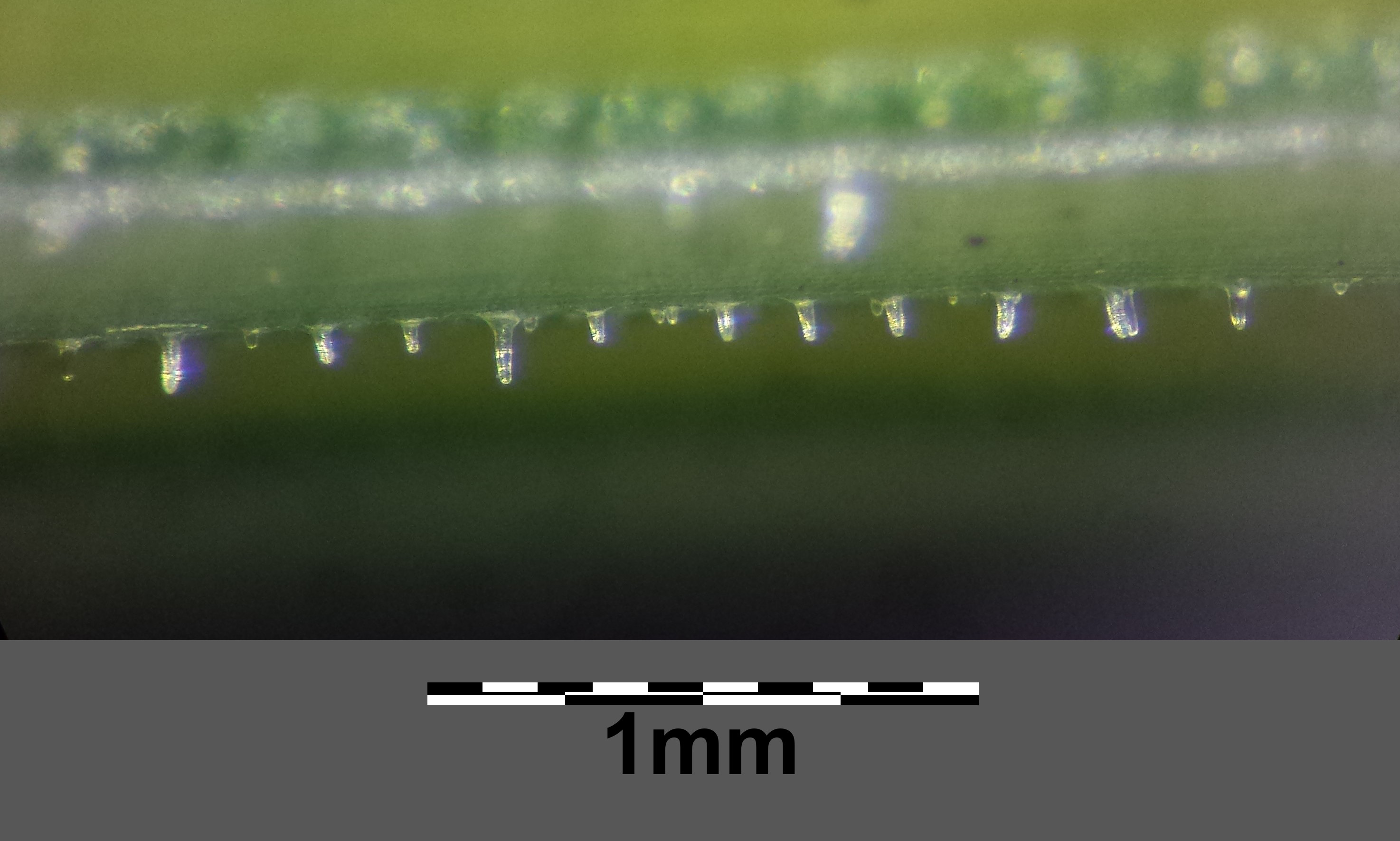
Der Stängel ist auf der Oberfläche mit hohen Papillen besetzt.

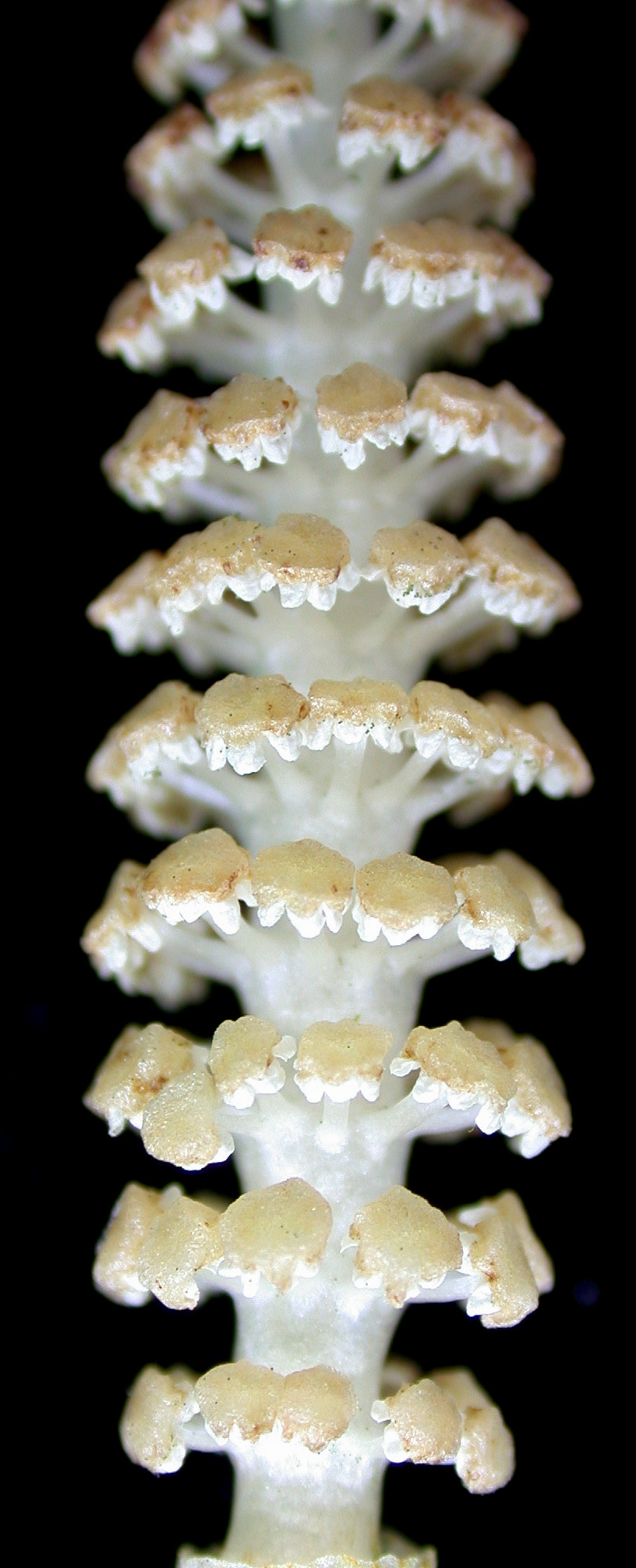
Sporenähre

Der Wald-Schachtelhalm ist eine ausdauernde krautige Pflanze, die Wuchshöhen von 15 bis 50 Zentimetern erreicht. Sie bildet unterirdische Ausläufer aus. An den ährenlosen Stängeln befinden sich mehrfach verzweigte Äste. Sie sind sehr fein und dünn, waagrecht abstehend, in einer Ebene liegend und am Ende leicht bogenförmig überhängend und ergeben insgesamt einen deutlich stockwerkartigen Aufbau. Die Internodien des Stängels sind 2,5 bis 6,5 Zentimeter lang und meist ziemlich gleich lang. Die 5 bis 18 Scheidenzähne sind gruppenweise zu drei bis vier, selten bis zu sechs stumpfen Lappen verwachsen.
Die Sporenreife erfolgt von April bis Juni. Beim Wald-Schachtelhalm befindet sich die Sporenähre auf anfänglich bleichen und astlosen Sprossen. Nach der Sporenreife fällt die Sporenähre meist ab, die bleichen Sprosse ergrünen und verzweigen sich ähnlich wie die unfruchtbaren Sprosse.
Die Chromosomenzahl beträgt 2n = 216.

## Ökologie
Im Frühjahr erscheinen zu gleicher Zeit grüne sterile und chlorophylllose fertile Triebe. Die fertilen Triebe wurden schon im vorausgegangenen Herbst am Rhizom angelegt. Wenn die Sporenähren reif sind ergrünen auch diese Triebe und verzweigen sich und sind dann nur an der Narbe an der Triebspitze als früher fertil zu erkennen.

## Vorkommen
Der Wald-Schachtelhalm ist auf der Nordhalbkugel im warmgemäßigten bis kühlen Eurasien und Nordamerika weitverbreitet. Das Verbreitungsgebiet reicht nach Norden in der Arktis bis Island, Nowaja Semlja und Grönland, in Europa südlich bis ins nördliche Spanien und  nördliche Griechenland.
Der Wald-Schachtelhalm gedeiht in feuchten Wäldern, auf Bergwiesen und auf Bergäckern. Er steigt in den Graubünden bei Fideris bis in Höhenlagen von 1850 Metern. In den Allgäuer Alpen steigt er im Tiroler Teil zwischen Hahnenkamm und Schneidspitze bei Reutte bis zu einer Höhenlage von 1700 Metern auf.
Der Wald-Schachtelhalm zeigt Versauerung und Vernässung an. Er ist kalkmeidend und eine Schatten- bis Halbschattenpflanze. Der Wald-Schachtelhalm ist Kennart des Alno-Ulmion-Verbands, kommt auch in feuchten Vaccinio-Piceion-Gesellschaften und in Galio-Abietenion-Beständen vor.
Die ökologischen Zeigerwerte nach Landolt et al. 2010 sind in der Schweiz: Feuchtezahl F = 4w+ (sehr feucht aber stark wechselnd), Lichtzahl L = 2 (schattig), Reaktionszahl R = 2 (sauer), Temperaturzahl T = 3 (montan), Nährstoffzahl N = 3 (mäßig nährstoffarm bis mäßig nährstoffreich), Kontinentalitätszahl K = 3 (subozeanisch bis subkontinental).

## Taxonomie
Die Erstveröffentlichung von Equisetum sylvaticum erfolgte 1753 durch Carl von Linné in Species Plantarum, Tomus II, S. 1061. Das Artepitheton sylvaticum bedeutet „im Wald wachsend“.

## Nutzung
Der Wald-Schachtelhalm wird selten als Zierpflanze in feuchten Gehölzgruppen genutzt.

## Trivialnamen
Für die Region Pommern ist als Trivialname auch Purpatsch belegt.

## Belege